# ダイドーアサヒベンディング
ダイドーアサヒベンディング株式会社は、大阪府大阪市に本社を置き、自動販売機向けの清涼飲料水の販売を手掛けている企業。ダイナミックベンディングネットワークの100%子会社。旧社名はダイドービバレッジサービス株式会社。

## 概要
2003年6月にダイドードリンコの子会社として、株式会社ダイドービバレッジ東京として設立。以降は関連会社の吸収合併を繰り返しながら、ダイドードリンコ製品やアサヒ飲料製品を自動販売機にて販売している。
2025年1月21日付で、グループ会社であるアサヒ飲料販売を吸収合併したと同時に、商号をダイドーアサヒベンディング株式会社に変更した。ダイドービバレッジサービスは、アサヒ飲料販売を吸収合併することにより、IoT技術を活用したスマート・オペレーションの展開をアサヒ飲料販売でも進め、高品質オペレーション体制の構築を加速させる他、労働負荷の低減による将来的な人手不足、人材確保という課題解決を図る。

## 沿革
- 2003年6月 - 株式会社ダイドービバレッジ東京として設立（後にイー・ドリンコ東京株式会社に商号変更）。
- 2010年3月 - イー・ドリンコ東京を存続会社として、イー・ドリンコ、イー・ドリンコイースト、イー・ドリンコ大阪、イー・ドリンコ神奈川、イー・ドリンコ新潟を吸収合併。商号をダイドービバレッジサービス株式会社に変更。
- 2023年1月 - ダイドードリンコとアサヒ飲料の共同株式移転により設立されたダイナミックベンディングネットワークの完全子会社となる[5]。
- 2025年1月 - アサヒ飲料販売を吸収合併したと同時に、商号をダイドーアサヒベンディング株式会社に変更。